# Karol Sakr
Karol Etienne Sakr (Líbano em 11 de agosto de 1969) mais conhecida como Karol Sakr (do Árabe كارول صقر) (alternativa ortográfica Carole Sakr ou Carole Saqr) é uma famosa cantora libanesa, que foi mais conhecido por suas canções em inglês na década de 1990. Ela é filha de libaneses exilado político Etienne Sakr, um ex-membro das Forças Libanesas e líder dos Guardiões de extrema-direita dos Cedros. Karol é a irmã de Pascale Sakr, outra famosa cantora libanesa. Carole Sakr ganhou fama como o vocalista da banda de música libanesa "ZED". ZED era um projeto de duo de música composta por Carole e compositor de música Hadi Sharara. Juntos, eles lançaram um álbum intitulado "Away" no início dos anos 90, que incluiu singles como "My One 4 Everything", parte da música que está sendo usado também como um Gingle promocional para Radio One Líbano, "Shout" e a faixa-título "Away" para qaul o video foi filmado e exibido em emissoras de TV locais. A dupla também participou de festivais internacionais de música. Sua última gravação como ZED foi um álbum simples, não exclusivamente tocado em Radio One Líbano. Após a cisão da banda, Karol continuou a desfrutar de uma carreira solo. No início de 1990, Karol emigrou para a Austrália, onde residem por 5 anos participando da versão australiana de Star Search e ganhar o primeiro prêmio. Ela, então, viajou para os Estados Unidos, onde ela participou de segunda-americano Star Search. Karol Sakr casado Hadi Sharara, filho do renomado personalidade televisiva Riad Sharara e um membro da banda ZED ao lado de Karol. Ela retornou em 1994 ao Líbano reaparecer no cenário musical com um novo álbum em árabe que fez seus passos para trás na indústria da música.
Mais tarde, no ano de 2006, Hadi Sharara apoiou sua esposa em Karol Sakr dirigindo seu novo álbum intitulado Daiet Albak para alcançar melhores álbuns no mundo árabe. Ele arranjou todas as músicas do álbum e compôs a música "Wayn Blaeek". Ele também participou ao lado de Karol e o músico Melhem Barakat em filmar o vídeo da música para o "Daiet Albak" canção.